# Clistoabdominalis spinitibialis
Clistoabdominalis spinitibialis är en tvåvingeart som först beskrevs av Hardy 1954.  Clistoabdominalis spinitibialis ingår i släktet Clistoabdominalis och familjen ögonflugor. Inga underarter finns listade i Catalogue of Life.